# 世界保健デー
世界保健デー（せかいほけんデー、英: World Health Day）は、世界保健機関（WHO）の後援を受けて毎年4月7日に挙行される、世界的な健康啓発デーである。
1948年にWHOが開催した第1回世界保健総会において、1950年から4月7日を世界保健デーとすることが決定された。世界保健デーはWHOの設立を記念するとともに、国際保健に関する重要性の高いテーマに世界規模の注意を喚起する機会と捉えられている。この日WHOはその年のテーマに関する全世界的、地域的およびローカルなイベントを実施する。世界保健デーは公衆衛生問題に関心のある様々な政府や非政府組織に賛同されており、世界保健会議などは世界保健デーに活動を行ったり支援の報道発表を行ったりしている。
世界保健デーはWHOが公式に規定する8つの公共保健キャンペーンの一つである。残る7つは世界結核デーや世界予防接種週間、世界マラリアデー、世界禁煙デー、世界献血者デー、世界肝炎デー、世界エイズデーである。

## 世界保健デーのテーマ
| - 2024年: 私の健康、私の権利 (My health, my right) - 2023年: 全ての人に健康を (Health For All) - 2022年: 私たちの惑星、私たちの健康 (Our planet, our health) - 2021年: すべての人にとってより公平で健康な世界を築こう (Building a fairer, healthier world for everyone) - 2020年: 看護師と助産師を支援しよう (Support nurses and midwives) - 2019年: 「ユニバーサル・ヘルス・カバレッジ：誰もがどこでも保険医療を受けられる社会に」 (Universal health coverage: everyone, evrywhere) - 2018年：「ユニバーサル・ヘルス・カバレッジ：誰もがどこでも保健医療を受けられる社会に」(Universal health coverage: everyone, everywhere)/スローガン：「すべての人に健康を」(Health for All) - 2017年：うつ病：一緒に話そう Depression: Let’s talk - 2015年：食品安全：あなたの食べものはどれくらい安全ですか？ - 2014年：節足動物が媒介する感染症から身を守ろう - 2013年：血圧管理の重要性：心臓疾患・脳卒中のリスクを減らそう - 2012年：高齢化と健康：健康であってこその人生 - 2011年：薬剤耐性の脅威：今動かなければ明日は手遅れに - 2010年：進行する都市化と健康を考える - 2009年：緊急時における病院を安全化する - 2008年：気候変動から健康を守る - 2007年：国際保健のセキュリティ - 2006年：Working together for health（健康のために共に働こう） | - 2005年：親子を地域の力ではぐくもう - 2004年：交通安全 - 2003年：未来の生活を考えよう：子どもたちのための健全な環境 - 2002年：健康のために働こう - 2001年：相互理解を深めよう－みんなで一緒にケアしよう - 2000年：Safe Blood starts with me（安全な血液は私と共に始まる） - 1999年：アクティブ･エイジングが違いをもたらす - 1998年：Safe motherhood（安全な母性） - 1997年：Emerging infectious diseases（緊急を要する感染症） - 1996年：よりよい生活のための健康都市 - 1995年：Global Polio Eradication（世界的なポリオ根絶） |

## 2016年世界保健デー：糖尿病に負けるな
| no data ≤ 7.5 7.5–15 15–22.5 22.5–30 30–37.5 37.5–45 | 45–52.5 52.5–60 60–67.5 67.5–75 75–82.5 ≥ 82.5 |

世界の糖尿病有病率（人口1000人当たり）—世界平均は2.8%。
no data
≤ 7.5
7.5–15
15–22.5
22.5–30
30–37.5
37.5–45
45–52.5
52.5–60
60–67.5
67.5–75
75–82.5
≥ 82.5

WHOは今年の世界保健デー（2016年4月7日）のテーマを糖尿病とした。糖尿病は非感染性疾患であり、十分に予防・治療可能であるにもかかわらず、多くの国で（特に開発途上国で）急激に増加している。標準体重を維持する、定期的に身体活動を行う、健康的な食生活を行うなど、生活様式を質素にすることは2型糖尿病の予防や発病遅延に効果がある。また発病後も診断やセルフケア教育、低額の治療を通じて抑制・合併症予防が可能である。WHOは世界に4億2200万の糖尿病患者がおり、糖尿病を直接の死因とする死亡者は約150万人にのぼると推計している。2016年世界保健デーの目標は、(1) 予防の拡大,(2) 治療の強化 ,(3) 監視強化である。

## 過去のテーマ

### 2015年：食品安全
WHOは2015年の世界保健デーキャンペーンの一環として食の安全の向上を奨励した。安全でない食品（有害なバクテリアやウイルス、寄生虫、化学薬物を含む食品）は、200以上の疾病の原因となり、子供を中心とする年間約200万人の死因と関連がある。食品生産や食品流通、摂食量の変化と環境の変化、新たな病原菌、抗菌剤耐性 Antimicrobial resistanceといったもの全ては、食の安全のシステムにとって対処すべき課題である。
WHOは国家やパートナーと連携を行い、食中毒の流行を予防・発見・対処するための国際食品規格に沿った取り組みを強化している。このために、農家から製造業者・販売者・消費者まで誰もが責任の一端を担っているという啓発を行い、日々の食の安全を保障するためには一人一人の取り組みが重要だという意識を高めようとしている。

### 2014年：生物媒介感染症

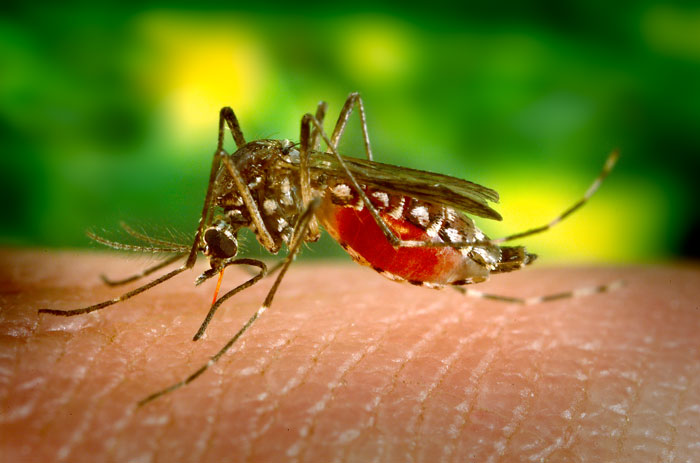
ネッタイシマカ 蚊が媒介する黄熱

2014年世界保健デーでは広く知られている媒介者のいくつかが取り上げられた。蚊やヌカカ、虫、マダニ、カタツムリのような媒介者は広範な寄生虫や病原菌を媒介し、それらは多様な疾病の原因となる。例えば蚊はマラリア（毎年世界で約66万人が死亡する原因となっている最も致命的な生物媒介疾病）をはじめとしてデング熱や象皮病、チクングニア熱、日本脳炎、黄熱を媒介する。世界の人口の半数以上がこうした疾病の危険にさらされている。
2014年世界保健デーの目標は、生物媒介感染症の危険がある地域の住人や、そのような地域への旅行者への保護を強化することだった。このキャンペーンでは、媒介病が現在または将来的に公衆衛生上の脅威である国の衛生当局への援助としてより良い調査や保護の手段が紹介された。

### 2013年：血圧管理
2013年4月7日に行われた2013年世界健康デーは、「静かな殺し屋、地球規模の公衆衛生危機」とも呼ばれる血圧上昇への対策を訴えるものだった。WHOによるスローガンは "Healthy Heart Beat, Healthy Blood Pressure"（健康的な心運動と健康的な血圧）であった。WHOの報告では、予防も治療も可能であるはずの高血圧が心血管疾患や脳梗塞、腎臓疾患の負担に寄与しており、早期死亡や能力障害の主要因となっている。WHOは大人の3人に1人が高血圧であると推計している。
2013年世界保健デーの具体的な目標は以下の通りである。
- 高血圧の原因とその結果に対する認識を喚起する。
- 高血圧およびその合併症の防止に関する情報を提供する。
- 成人が血圧をチェックし、健康管理の専門家の助言を受けるよう促す。
- 高血圧を防止するためのセルフケアを促す。
- 誰もが安価に血圧測定を受けられるようにする。
- 健康的な活動が行いやすい環境を整えるよう中央や地方の政府に奨励する。

### 2012年：高齢化と健康
2012年世界保健デーは「健康であってこその人生」というスローガンのもとで実施された。殆どの国で平均余命が上昇してきていることで、いっそう多くの人が医療を必要とする年齢まで長生きするようになった。その一方出生率は概して下降してきている。国と医療制度は、人口動態の変化に対処する画期的かつ持続可能な方法を見付ける必要がある。WHO加齢と人生部門長、ジョン・ビアードの声明によれば「人口が急速に高齢化している中、正しい長期医療のモデルを見付けることがますます緊急の課題となっている。」
2012年世界保健デーでは、WHOおよび世界中の非政府組織や地域組織によってさまざまな活動が実施された。例えば、健康的な生活の一環としてのヨーガの認知度を高めるため、ヨガソン（アートオブリビングの主導によるスラヤ＝ナマスカラのマラソン）が世界100以上の都市で行われ、数百万人が参加した。このイベントは、費用がかかりすぎる慢性疾患の治療ではなく、その予防に焦点を当てたものである。

### 2011年：抗菌薬耐性
2011年4月7日に行われた2011年世界保健デーのテーマは「薬剤耐性の世界的拡大」であり、高度耐性微生物の出現を抑止するため、政府や利害関係者による政策や取り組みを求めた。
耐性微生物による感染が抗生物質や抗菌薬などの標準的な治療に反応しなければ（多剤耐性菌）、疾患が長期化し死亡リスクも高まる可能性がある。
2011年世界保健デーでは、WHOは将来世代のために抗菌薬を確保する取り組みを世界的に強化するよう求めた。WHOは抗菌薬耐性の拡大と闘うため、次の6項目からなる一連の政策を提言した。
1. 十分な予算をもって包括的な国家計画を実施する。説明責任を明確にするとともに市民社会の参加を促す。
2. サーベイランスと検査室の能力を強化する。
3. 高品質な必須医薬品が常に入手できるようにする。
4. 畜産用を含めて医薬品の合理的な使用を管理および促進し、適切なケアが行われるようにする。食料生産動物に対する抗菌剤の使用を制限する。
5. 感染予防と管理を強化する。
6. 新たなツールのためのイノベーションと研究開発を促進する。

### 2010年：都市化と健康
「1000都市、1000人の参加」キャンペーンが展開され、2010年4月7日から始まる週に世界各地でイベントが実施された。この運動の世界的な目標は以下の通りである。
- 1000都市：公共の場を開放して、公園での活動、タウンホールミーティング、清掃運動、道路の歩行者天国化などの健康イベントを実施する。
- 1000人の参加：その都市において健康のための活動を行い、すぐれた結果を残した「健康チャンピオン」の物語を1000編収集する。

### 2009年：緊急時における病院の安全

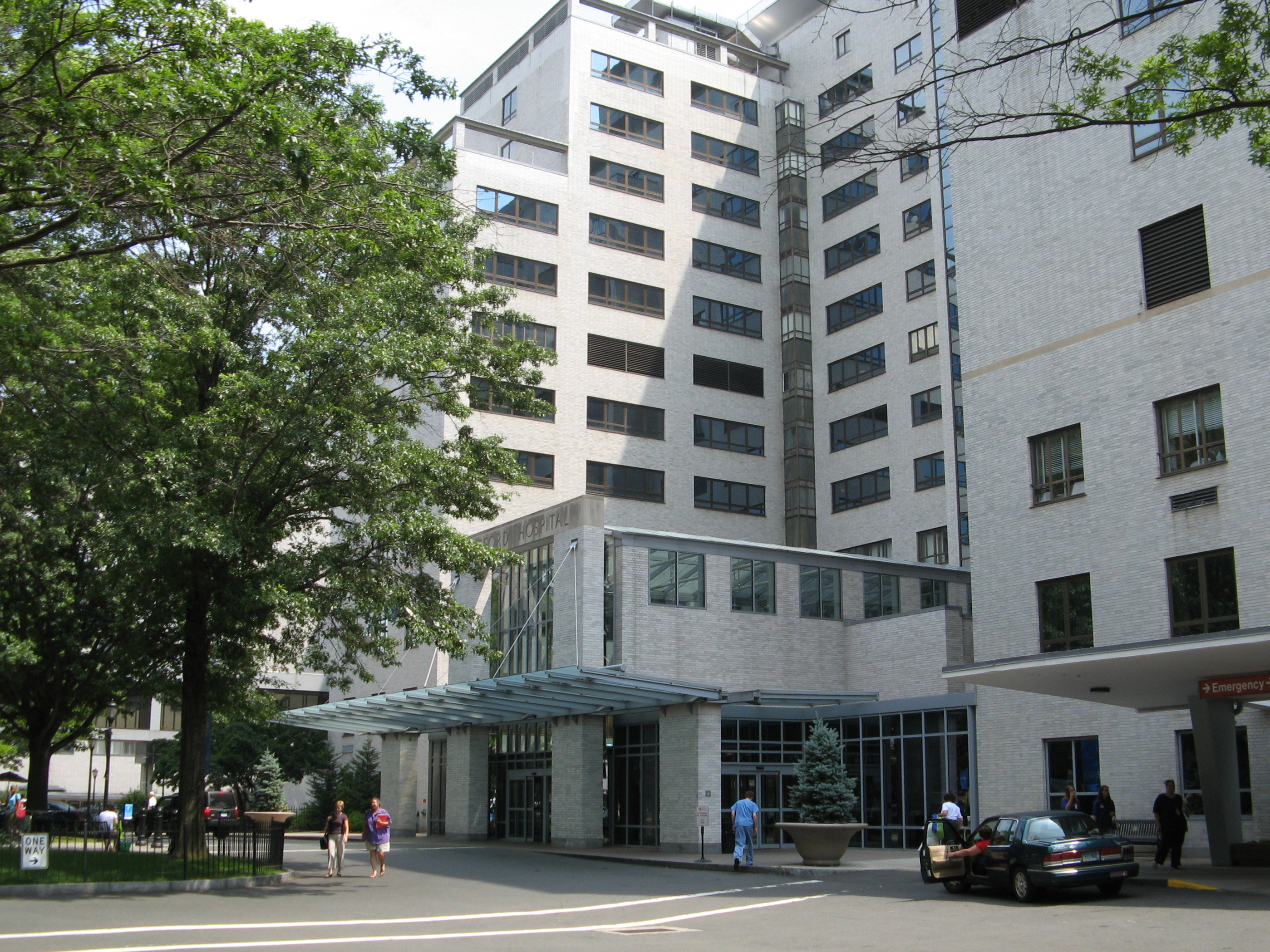
コネチカット州ハートフォードの病院

2009年世界保健デーは緊急時における医療機関の安全と、治療を提供する医療従事者の備えに焦点を当てた。災害時に危険にさらされている人々にとって、負傷を手当てし、疾患を予防し、人々のケアを行う保健・医療センターとスタッフは生命線である。脆弱な保健・医療システムが災害時に完全に機能不全に陥り、即時的・長期的に公衆衛生を悪化させることは珍しくない。
この年の世界保健デーキャンペーンでは、WHOと各国の連携組織は、災害に強く緊急時に必要な処置を提供できる医療インフラに投資するよう強く求めた。また医療施設に対し、火災のような内部災害においても医療を継続できるような対処システムを整備するよう促した。

### 2008年：気候変動
2008年、世界保健デーは気候変動の悪影響から健康を守るとともに、環境や食品、エネルギー、運輸のような分野の開発を気候変動および健康と関連づけて考える必要性を訴えた。
「気候変動から健康を守る」というテーマは、気候変動に関する世界的な対話の中心に保健問題を据えるものである。WHOは気候変動による世界的な公衆衛生管理への脅威が拡大しているという認識の下にこのテーマを選定した。

### 2007年：国際保健のセキュリティ
2007年世界保健デーの主要なメッセージは、次の通りである。
1. 保健への脅威に国境はない。
2. 保健に投資し安全な未来を築こう。
3. 保健はセキュリティの元、セキュリティの欠如は保健の欠如の元。
4. 十分な備えと速やかな対応で国際保健のセキュリティを改善しよう。
5. 世界保健機関は世界をより安全にする。

### 2006年：医療労働力問題

極めて重大な医療従事者不足にさらされる国

2006年、世界保健デーは医療労働力問題を取り上げた。過去数十年にわたる全世界的な問題として、医療従事者の育成や訓練、給料、労働環境、管理に対する投資が十分ではないため慢性的な労働力不足が生じている。またこの日は医療従事者（必要としている人に医療を提供する人々、言い換えれば医療制度の中心にいる人々）それぞれを称賛する日でもあった。
またこの日、同じテーマに焦点を当てたWHOの2006年世界保健報告が発行された。この報告では世界の医療労働力問題が算定されており、それによると医師や助産師、看護師その他の医療従事者が世界で約430万人不足している。それに加え、この問題を解消するための総合的な施策を各国や国際社会に対して提案している。